# Saint-Claude (Jura)
Saint-Claude és un municipi francès situat al departament del Jura i a la regió de Borgonya - Franc Comtat. La ciutat és molt famosa per la fabricació de pipes.